# Тышовце (гмина)
Тышовце (пол. Tyszowce) — гмина (волость) в Польше, входит как административная единица в Томашувский повет (Люблинское воеводство), Люблинское воеводство. Население — 6438 человек (на 2004 год).

## Сельские округа
1. Чартовец
2. Чартовец-Колёнья
3. Чартовчик
4. Чермно
5. Казимерувка[пол.]
6. Клёнтвы
7. Липовец
8. Марысин
9. Микулин
10. Недзведзя-Гура
11. Переспа
12. Подбур
13. Пшевале
14. Рудка
15. Собуль
16. Вакиюв
17. Войцехувка
18. Замлыне

## Прочие поселения
1. Черменец
2. Дембина
3. Дронжаки
4. Голаиха
5. Гвозьдзяк
6. Юрдыка
7. Каливы
8. Колёнья
9. Колёнья-Чартовчик
10. Колёнья-Чермно
11. Колёнья-Микулин
12. Колёнья-Недзведзя-Гура
13. Колёнья-Нова-Чермно
14. Колёнья-Пшевале
15. Контек
16. Линья-Дольна
17. Линья-Гурна
18. Майдан
19. Нова-Весь
20. Новинки
21. Переспа-Колёнья
22. Первшаки
23. Под-Полями
24. Подгуже
25. Стара-Весь
26. Свидоватка
27. Тшечаки
28. Вулька
29. Выгон
30. За-Граничкон
31. Залава
32. Зелёне

## Известные уроженцы
- Богайчук, Демьян Иосифович (1899—1946) — советский военачальник, полковник. Родился в селе Переспа.

## Соседние гмины
1. Гмина Комарув-Осада
2. Гмина Лащув
3. Гмина Мёнчин
4. Гмина Мирче
5. Гмина Рахане
6. Гмина Вербковице